# Ouratea tristis
Ouratea tristis är en tvåhjärtbladig växtart som beskrevs av C. Whitefoord. Ouratea tristis ingår i släktet Ouratea och familjen Ochnaceae. Inga underarter finns listade i Catalogue of Life.